# 中国民主转型研究所
中国民主转型研究所（Institute for China's Democratic Transition）是一家美国智库，成立于2017年，总部位于新泽西州。

## 简介
2017年4月15日，中国民主转型研究所在普林斯顿大学路易斯图书馆宣布成立，陈奎德主持新闻发布会。所长王天成，《北京之春》杂志名誉主编胡平任该研究所董事、名誉所长，旅美中国维权律师滕彪任董事。
该所的目的在于通过研究、出版、教育等活动，为中国的政治经济转型提供必要的理论支持和知识储备，并促进不同群体的沟通、对话。

## 研究项目
- 转型研究
- 民主学院
- 普林斯顿中国沙龙
- E-閲览室[2]

## 出版物
2023年起办有学术刊物《中国民主季刊》。 转型译库项目新书《圆桌谈判与民主转型：1989年的东欧与中国》（2022年）等。